# 木津光束介
木津光束介（学名：Actinocythereis kisarazuensis）为粗面介科光束介屬下的一个种。